# Alpi Transilvaniche
Le Alpi Transilvaniche (in rumeno Carpații Meridionali), anche chiamate Carpazi Meridionali, sono un gruppo di catene montuose che dividono la Romania centrale e meridionale segnando il confine fra Valacchia e Transilvania. Coprono la parte dei Monti Carpazi che è situata fra il fiume Prahova a oriente e i fiumi Timiș e Cerna a occidente.

## Gruppi montuosi
- Gruppo Bucegi - fra Prahova e Dâmbovița
  - Monti Bucegi (Munții Bucegi)
  - Monti Leaotă (Munții Leaotă)
- Monti Făgăraș - fra Dâmbovița e Olt.
  - Monti Făgăraș (Munții Făgărașului)
  - Monti Iezer (Munții Iezer)
  - Piatra Craiului
  - Monti Cozia (Munții Cozia)
- Mont Parâng - fra Olt River e Jiu.
  - Monti Parâng (Munții Parâng)
  - Monti Șureanu (Munții Șureanu/M. Sebeșului)
  - Monti Cindrel (Munții Cindrel/M. Cibinului)
  - Monti Lotru (Munții Lotrului)
  - Monti Căpățână (Munții Căpățânii)
- Monti Retezat-Godeanu - fra Jiu e Timiș e Cerna. 
  - Monti Retezat (Munții Retezat;)
  - Monti Godeanu (Munții Godeanu)
  - Monti Vâlcan (Munții Vâlcan)
  - Monti Mehedinți (Munții Mehendinți)
  - Monti Cerna (Munții Cernei)
  - Monti Țarcu (Munții Țarcu).